# Sarysu

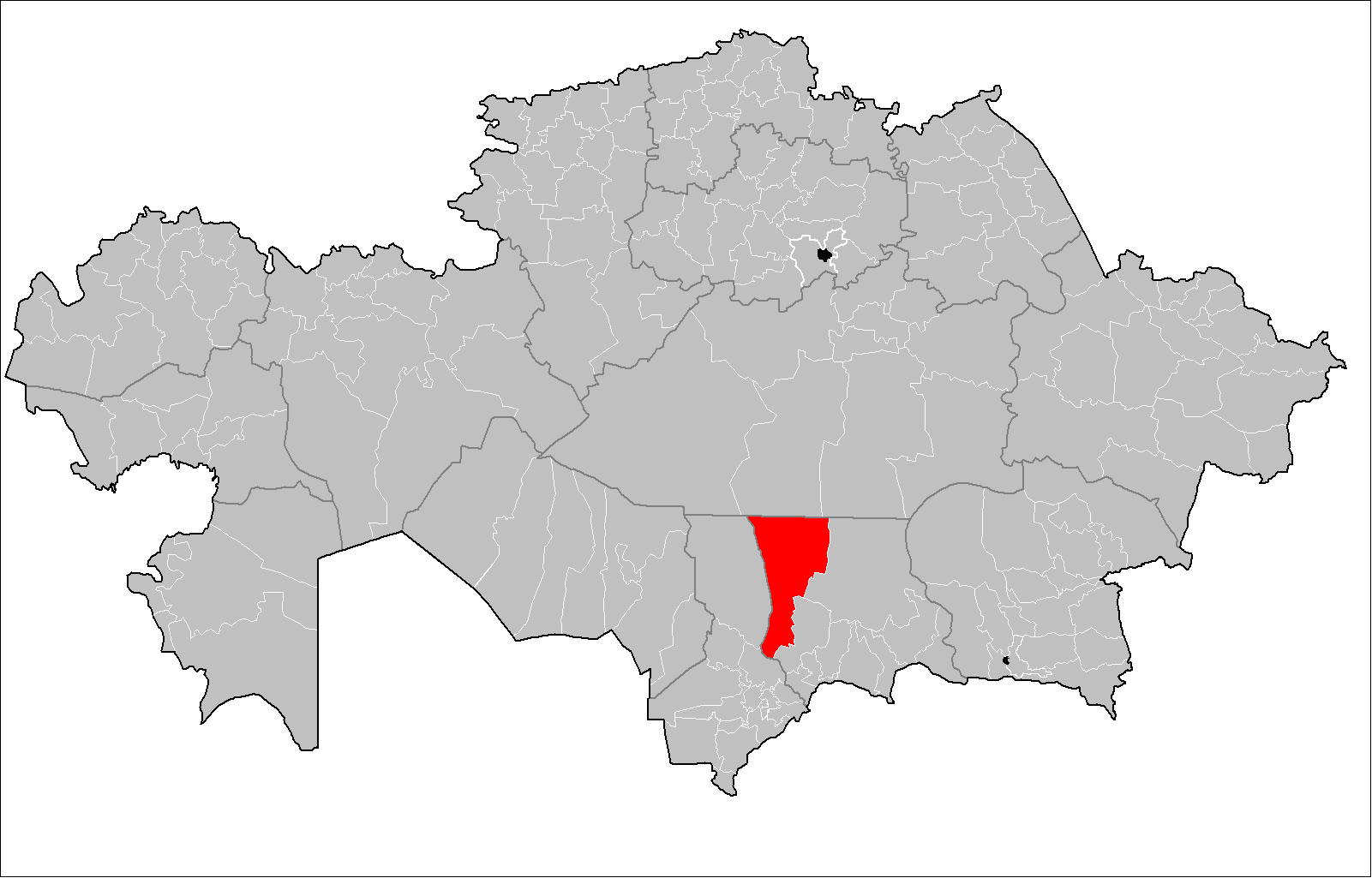
Ubicación del distrito en mapa nacional

Sarysu (en kazajo Сарысу ауданы) es uno de los 10 distritos en los que se divide la provincia de Jambyl, Kazajistán.

## Población
Según el censo de 1999, tenía 48 594 habitantes. En el censo de 2009 se registró una importante disminución, contabilizándose 41 105 habitantes.